# Imaginations Through the Looking Glass
Imaginations Through the Looking Glass è il primo DVD registrato dai Blind Guardian, pubblicato dalla Virgin Records nel 2004.
I Blind Guardian volevano registrare un DVD sin dal 1998, ma la band, perfezionista fino all'estremo, ha aspettato molti anni alla ricerca del luogo adatto. D'altra parte, nessun festival avrebbe dato loro la possibilità di registrare il concerto ottenendo i massimi risultati. Così Hansi Kürsch propose di allestire un festival organizzato appositamente dalla band in modo da poter gestire, senza pressioni, i tempi e le modalità di registrazione. Il primo Blind Guardian Festival si tenne a Coburgo, Germania, il 16/17 giugno 2003. In questo enorme concerto, chiamato Blind Guardian Open Air, poterono dare il meglio, e con le dovute strumentazioni riuscirono ad ottenere una registrazione di ottima qualità.
Nel 2013 è stato pubblicato all'interno del boxset A Traveler's Guide to Space and Time per la prima volta in formato audio come doppio CD.

## Dati tecnici
DVD 1:
- Registrato al Blind Guardian Open Air a Coburgo, Germania, il 13/14 giugno 2003 da Charlie Bauerfiend e Alexander Kalb.
- Mixato da Charlie Bauerfeind presso i Twilight Hall Studios, Grefrath, Germania.

DVD2:
- Registrato a Stoccarda il 7 maggio 2002 eccetto Majesty, registrata al Wacken Open Air il 3 agosto 2002 da Charlie Bauerfiend e Alexander Kalb.
- Mixato da Charlie Bauerfeind presso i Twilight Hall Studios, Grefrath, Germania.

Illustrazioni di Nikolay Simkin, Leo Hao e Dennis Kostroman.

## Tracce

### DVD 1 - The Coburg Show
1. War of Wrath
2. Time Stands Still (At the Iron Hill)
3. Banish from Sanctuary
4. Nightfall
5. The Script for My Requiem
6. Valhalla
7. A Past and Future Secret
8. Punishment Divine
9. Mordred's Song
10. The Last Candle
11. Bright Eyes
12. The Lord of the Rings
13. I'm Alive
14. Another Holy War
15. And Then There Was Silence
16. Somewhere Far Beyond
17. The Bard's Song (In the Forest)
18. Imaginations from the Other Side
19. And the Story Ends
20. Mirror Mirror

### DVD 2 - Bonus Disc
- Intervista con i Blind Guardian
- Backstage del "A Night at the Opera Tour 2002"
- Diapositive
- Il Making of del "B.G. Festival Coburg 2003"

Bonus Songs:
1. Majesty
2. Into the Storm
3. Welcome to Dying
4. Lost in the Twilight Hall

## Formazione

### Gruppo
- Hansi Kürsch - voce
- André Olbrich - chitarra
- Marcus Siepen - chitarra
- Thomas Stauch - batteria

### Altri musicisti
- Oliver Holzwarth - basso
- Michael Schuener - tastiere